# Pals (film 1911)
Pals è un cortometraggio muto del 1911. Il nome del regista non viene riportato.
È l'esordio sullo schermo per Mildred Weston che, in due anni di attività, girò 24 film. Primo film anche per l'altra interprete femminile, Lily Branscombe, un'attrice neozelandese di 35 anni qui al suo debutto; pure lei lascerà gli schermi poco più di un anno dopo, nel dicembre 1912.

## Produzione
Il film fu prodotto dalla Essanay Film Manufacturing Company.

## Distribuzione
Distribuito dalla General Film Company, il film - un cortometraggio in una bobina - uscì nelle sale cinematografiche USA il 27 ottobre 1911.